# Подмол
Подмол (мкд. Подмол) је насеље у Северној Македонији, у јужном делу државе. Подмол припада општини Прилеп.

## Географија
Насеље Подмол је смештено у јужном делу Северне Македоније. Од најближег већег града, Прилепа, насеље је удаљено 25 km јужно.
Подмол се налази у средишњем делу Пелагоније, највеће висоравни Северне Македоније. Село је смештено у источном делу поља. Источно од њега издиже се Селечка планина. Надморска висина насеља је приближно 680 метара.
Клима у насељу је континентална.

## Становништво
По попису становништва из 2002. године Подмол је имао 138 становника.
Претежно становништво у насељу су етнички Македонци (100%).
Већинска вероисповест у насељу је православље.